# إدغار كارديناس
إدغار كارديناس (بالإسبانية: Edgar Cardenas)‏ مواليد 16 سبتمبر 1974 في المكسيك، هو ملاكم محترف مكسيكي يصنف ضمن فئة وزن الذبابة. حقق بطولة الاتحاد الدولي للملاكمة.

## إحصائيات
خاض خلال مسيرته 44 نزالا، فاز في 30 وتعادل في 2 وخسر في 12. فاز بالضربة القاضية في 16 نزالا.

## روابط خارجية
- إدغار كارديناس على موقع بوكس ريك (الإنجليزية) (registration required)